# Struháreň
Struháreň – potok, prawy dopływ rzeki Varínka w północnej Słowacji. Ma długości 5,9 km i jest ciekiem 4 rzędu.
Niemal cała zlewnia potoku znajduje się w Górach Kisuckich w obrębie miejscowości Terchová. Potok ma źródła na wysokości około 880 m na południowych stokach grzbietu łączącego szczyty Okrúhlica (1076 m) i Kýčerka (900 m). Spływa w kierunku południowo-zachodnim przez należące do Terchowej osady Balátovci, Šipkova, Repáňovci, Panská Lúka, Mláka i dalsze. Wypływa na teren Kotliny Żylińskiej i w zabudowanym centrum Terchowej uchodzi do Varínki. Głównym dopływem jest prawobrzeżny Tižinský potok.
Lewe zbocza doliny potoku Struháreň tworzy grzbiet Pupova, a prawe – zbocza szczytów Kýčerka, Kovačka, grzbiet Vojenné i Mravečník. Doliną potoku prowadzi droga asfaltowa aż do osady Balátovci oraz dwa szlaki turystyczne.

## Szlaki turystyczne
odcinek Repáňovci – Šipkova
  Šipková – Balátovci – Kýčerka